# Másnap (South Park)
A Másnap (About Last Night...) a South Park című animációs sorozat 179. része (a 12. évad 12. epizódja). Elsőként 2008. november 5-én sugározták az Egyesült Államokban, kevesebb mint egy nappal a 2008-as amerikai elnökválasztás eredményének kihirdetése előtt. Magyarországon 2009. május 29-én mutatta be a Comedy Central.
Az epizód szerint Barack Obama nyerte meg az elnökválasztást, mely támogatói körében féktelen tombolást, a John McCain-szavazók között pedig súlyos kétségbeesést okoz. Mindeközben a zűrzavart kihasználva a két korábbi elnökjelölt egy vakmerő, titkos akciót igyekszik végrehajtani. A részt Trey Parker írta és rendezte; az epizód számos tolvajfilmet kiparodizál, különösen a Ocean’s Eleven – Tripla vagy semmi című filmet.

## Cselekmény
|  | Alább a cselekmény részletei következnek! |

Barack Obama megnyerte az elnökválasztást, ezért szavazótáborának tagjai (köztük a Marsh és a Broflovski család) hatalmas bulit rendeznek az utcákon. A helyzetet különösen Randy Marsh élvezi, aki még főnökére is rátámad. Stan Marsht és Kyle Broflovskit nagyon zavarja a városlakók ünneplése, ezért feljelentik őket csendháborításért. Miközben a McCaint támogatók visszavonulnak otthonaikba és világvége-hangulatban figyelik az eseményeket, Mr. Stotch egy bárkát épít a McCain-szavazóknak, hogy túlélhessék az Obama győzelmét követő „katasztrófát”. Ike Broflovski csalódottságában öngyilkosságot akar elkövetni, mivel nem McCain nyert. Miután Ike kiugrik az ablakból és a felnőttekre nem számíthatnak, Stanre és Kyle-ra hárul a feladat, hogy a sérültet kórházba vigyék, ahol szintén hatalmas káosz van; a sérültek vagy Obamát támogatták és a féktelen szórakozásban sérültek meg vagy McCain-szimpatizánsok voltak és öngyilkosságot kíséreltek meg.
Ezalatt Obama és McCain találkozik egymással, és egy rablóbanda előtt felfedik az elnökválasztás hátsó szándékát; együtt tíz éve kitervelték, hogy a washingtoni természettudományi múzeumból ellopják a Remény gyémántját. Mivel a Fehér Házból vezető elnöki alagút elhalad a múzeum alatt, Obamáék csak onnan tudnak betörni. Ezért valamelyiküknek meg kellett nyernie az elnökválasztást, hogy be tudjanak jutni az elnöki alagútba. Obama és felesége, Michelle bevonul a Fehér Ház Ovális Irodájába, ahonnan az elnöki íróasztal alól nyílik az ajtó az elnöki alagútba. Innen Obama eljut a természettudományi múzeumig és berobbantja a betonfalat.
A tolvajok bejutnak a múzeumba, innentől kezdve Obama percről percre meséli az eseményeket:
- 04:40 - A csapat a múzeum északi bejáratánál gyülekezik.
- 04:45 - Michelle feltöri az íriszolvasót.
- 04:49 - Obama beengedi az ajtónál várakozó McCaint és csapatát.
- 05:10 - Az energiaosztályon lekapcsolják az áramot a páncélteremben.
- 05:12 - Obama nagyanyja (aki eljátszotta a halálát) bombariadót jelent a múzeumban.
- 05:13 - A rendőrök betörnek a múzeumba, kinyitva a délnyugati kaput.
- 05:14 - McCain focistának öltözve lekapcsolja a gyémánt riasztóját, és Sarah Palin ellopja a gyémántot. Michelle és Obama visszamegy az alagútba, majd a lyukat befoltozzák.
- 05:15 - Az elnök feleségével kisétál az Ovális-irodából, gondosan elrejtve a gyémántot. Beszállnak egy limuzinba, ahol a banda már várja őket.

A limuzinban a csapat megtárgyalja, hogy megrendezik a halálukat, majd a gyémánttal együtt lelépnek. A South Park-i kórházban kiderül, hogy Ike is Obama csapatához tartozik – detonátorral felrobbant egy repülőgépet, melyben az elnöki brigádot ábrázoló bábuk vannak. Majd Ike betáplálja egy számítógépbe, hogy Obama, McCain, Palin, Michelle és a többiek életüket vesztették. Ezután Obamáék egy Tahitira tartó repülőgépre készülnek felszállni, amikor Obama meggondolja magát, és elhatározza, hogy kipróbálja az elnöki szerepkört. Michelle is vele tart, majd azt hazudják a nyilvánosságnak, hogy lekéstek a Coloradóban felrobbant repülőgépről, és ezért nem haltak meg.
Az epizód végén a McCain-szavazók megnyugodnak, hogy mégsem történt katasztrófa, elismerik, hogy túlzásba estek és úgy döntenek, adnak Obamának egy esélyt. Eközben Randy másnaposan felébred és megtudja, hogy az előző éjszakai események miatt kirúgták a munkahelyéről. Kijelenti, hogy az egész Obama hibája, és nem rá kellett volna szavaznia.